# Qazaqstan Kubogy 2017
La Qazaqstan Kubogy 2017 è stata la 26ª edizione della Coppa del Kazakistan. Il torneo è iniziato il 28 marzo 2017 e si è concluso il 14 ottobre 2017. Il vincitore si qualifica per il primo turno di qualificazione per l'Europa League 2018-2019. Il Qairat ha vinto il trofeo per l'ottava volta nella sua storia.
Al torneo hanno partecipato 21 squadre: le 12 partecipanti alla Prem'er Ligasy, 7 partecipanti alla Birinşi Lïga e 2 partecipanti alla terza divisione.

## Fase a gironi
Gruppo A
| Squadra      | P.ti | G | V | N | P | GF | GS | DR |
| ------------ | ---- | - | - | - | - | -- | -- | -- |
| Maqtaaral    | 4    | 2 | 1 | 1 | 0 | 5  | 3  | +2 |
| Qyzyljar     | 4    | 2 | 1 | 1 | 0 | 3  | 2  | +1 |
| Sdjuşor Nº 7 | 0    | 2 | 0 | 0 | 2 | 3  | 6  | -3 |

Gruppo B
| Squadra   | P.ti | G | V | N | P | GF | GS | DR |
| --------- | ---- | - | - | - | - | -- | -- | -- |
| Qyran     | 3    | 1 | 1 | 0 | 0 | 2  | 0  | +2 |
| Ekibastuz | 0    | 1 | 0 | 0 | 1 | 0  | 2  | -2 |
| Altaı     | 0    | 0 | 0 | 0 | 0 | 0  | 0  | 0  |

Gruppo C
| Squadra  | P.ti | G | V | N | P | GF | GS | DR |
| -------- | ---- | - | - | - | - | -- | -- | -- |
| Jetisý   | 6    | 2 | 2 | 0 | 0 | 3  | 1  | +2 |
| Kaspıı   | 3    | 2 | 1 | 0 | 1 | 1  | 1  | 0  |
| Ruzaevka | 0    | 2 | 0 | 0 | 2 | 1  | 3  | -2 |

## Ottavi di finale
Agli ottavi di finale partecipano le squadre qualificate dalla fase a gironi, più le 12 squadre della Prem'er Ligasy.
| Squadra 1      | Risultato       | Squadra 2         |
| -------------- | --------------- | ----------------- |
| 19 aprile 2017 |                 |                   |
| Qyzyljar       | 0 − 1           | Ordabasy          |
| Tobyl          | 1 − 2           | Shahter Qaraǵandy |
| Maqtaaral      | 1 − 4           | Oqjetpes          |
| Ertis          | 3 − 2 (dts)     | Qaisar            |
| Qyran          | 1 − 2           | Atyrau            |
| Qairat         | 2 − 0           | Taraz             |
| Aqjaıyq        | 0 − 0 (4-5 dtr) | Aqtöbe            |
| Jetisý         | 2 − 1           | Astana            |

## Quarti di finale
| Squadra 1      | Risultato   | Squadra 2         |
| -------------- | ----------- | ----------------- |
| 10 maggio 2017 |             |                   |
| Atyrau         | 1 − 0 (dts) | Aqtöbe            |
| Jetisý         | 0 − 1       | Ordabasy          |
| Qairat         | 2 − 0       | Ertis             |
| Oqjetpes       | 1 − 2       | Shahter Qaraǵandy |

## Semifinali
| Squadra 1                  | Totale | Squadra 2 | Andata | Ritorno |
| -------------------------- | ------ | --------- | ------ | ------- |
| 24 maggio / 21 giugno 2017 |        |           |        |         |
| Ordabasy                   | 1 - 3  | Qairat    | 0 - 0  | 1 - 3   |
| Shahter Qaraǵandy          | 1 - 3  | Atyrau    | 1 - 0  | 0 - 3   |

## Finale
| Arbitro: | Kwçïn (Qaraǧandy) |

|           |           |  |
| Gohou 70’ | Marcatori |  |